# Aleksander Stano

Herb Gozdawa

Aleksander Stano herbu Gozdawa (zm. w 1705 roku) – stolnik sanocki w latach 1697–1704. 
Krzewiciel kalwinizmu, dziedzic Nowotańca, Woli Sękowej, Pielni i Nadolan. Klucz nowotaniecki przeszedł następnie w roku 1678 na wnuka – Aleksandra Michała, syna Krzysztofa Stano.
W dokumencie wizytacji biskupa Denhoffa z roku 1699 zapisano, że z jednej strony kościoła stoi zamek Aleksandra de Stano, a z drugiej zbór dysydentów.
Był członkiem konfederacji sandomierskiej 1704 roku.